# Nestoplja vas
Nestoplja vas – wieś w Słowenii, w gminie Semič. W 2018 roku liczyła 25 mieszkańców.